# Blake McIver Ewing
Blake McIver Ewing, även känd som Blake McIver och Blake Ewing, född 27 mars 1985 i Los Angeles, Kalifornien, är en amerikansk singer-songwriter, skådespelare, modell och pianist. Han är mest känd för sin roll som Michelles vän Derek i TV-serien Huset fullt (Full House), en roll som han sedan spelade igen i dess uppföljare Huset fullt – igen (Fuller House). 1994 spelade han rollen som Waldo i filmen Busungarna och senare ersatte han även skådespelarna Benjamin Diskin, Jarrett Lennon och Christopher Castile som rösten till Eugene i TV-serien Hey Arnold!s femte säsong. Han är för tillfället en av programledarna i Bravoserien The People's Couch.
Blake McIver Ewing har även gjort den engelska rösten till Menlo i Disney Channel-serien Rasten.